# Der Tatortreiniger
Der Tatortreiniger ist eine deutsche Comedy-Fernsehserie des Norddeutschen Rundfunks (NDR) mit Bjarne Mädel als Tatortreiniger Heiko „Schotty“ Schotte in der Hauptrolle. Die Regie führte bei allen Folgen Arne Feldhusen und die Drehbücher schrieb Mizzi Meyer. Die Serie wurde vom 23. Dezember 2011 bis zum 19. Dezember 2018 ausgestrahlt, in dieser Zeit entstanden sieben Staffeln mit insgesamt 31 Folgen.

## Handlung
Der Tatortreiniger Heiko „Schotty“ Schotte beseitigt in Hamburg und Umgebung als Gebäudereiniger mit Spezialisierung zum Tatortreiniger Spuren des Ablebens von Menschen an Tatorten. Es handelt sich nicht um eine Krimiserie, vielmehr wird die Arbeit des Tatortreinigers auf humorvolle Weise vorgeführt, dabei spielen die Kriminalfälle nur eine untergeordnete Rolle bzw. oftmals gar keine. Der Schwerpunkt liegt auf kammerspielartigen Szenen mit viel Situationskomik: Schotty trifft auf ihm völlig fremde Hinterbliebene und Bekannte der Mordopfer (sowie in einigen Folgen auch die Täter oder gar die Geister der Opfer selbst), und dies in jeweils mehr oder weniger bizarren Situationen, so z. B. im Labor eines Hightech-Startups, wo eine Roboter-Sexpuppe – die vorher den tödlichen Sexunfall und damit Schottys Auftrag verursacht hatte – ihn mittels ihrer künstlichen Intelligenz in ein Gespräch über Gefühle verwickelt. Schotty ist kein gebildeter, aber ein durchaus intelligenter Mann und meistert die jeweilige intellektuelle Herausforderung durch Aufgeschlossenheit und Neugier. In mehreren Folgen wird Schottys Verbundenheit mit dem Hamburger SV erwähnt, teilweise auch detaillierter thematisiert.

## Produktion und Ausstrahlung

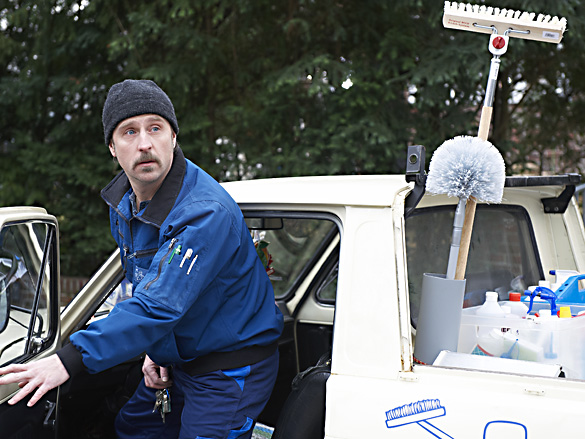
Bjarne Mädel als Schotty in Der Tatortreiniger

Zunächst wurden vier Folgen produziert; die Dreharbeiten fanden im November 2011 in Hamburg statt. Der Serientitel lautete zunächst „Der letzte Dreck“. Ausgestrahlt wurden die Folgen unter dem Titel „Der Tatortreiniger“ erstmals im öffentlich-rechtlichen Fernsehen beim NDR am 23., 25., 26. und 27. Dezember 2011 im Nachtprogramm. Am 4. und 5. Januar 2012 wurden die ersten beiden Folgen am späten Abend wiederholt.
Nachdem die Serie 2012 für den Grimme-Preis nominiert worden war, entschied sich der NDR dazu, weitere Folgen zu produzieren.
Im Sommer 2012 wurden drei neue Folgen produziert; zwei weitere Folgen wurden im Herbst 2012 gedreht. Die ersten drei neuen Episoden wurden am 2. und 3. Januar 2013 im NDR Fernsehen ausgestrahlt, die Folge „Über den Wolken“ war ab 24. Dezember 2012 bereits als Weihnachts-Preview über die offizielle Facebook-Seite und wenig später auch in der NDR-Mediathek gezeigt worden. Zwei weitere, zum damaligen Zeitpunkt noch nicht ausgestrahlte Folgen wurden am 13. Mai 2013 in verschiedenen deutschen Kinos gezeigt.
Im November 2013 begannen die Dreharbeiten für eine dritte Staffel mit vier neuen Folgen, die im Dezember 2013 abgedreht waren. Im September 2014 begannen die Dreharbeiten für fünf Folgen einer vierten Staffel, wenngleich die dritte Staffel noch nicht komplett ausgestrahlt war. Die Folgen Wattolümpiade, Der Putzer, Damit muss man rechnen, Der Fluch und Tauschgeschäfte wurden bis zum 30. Dezember 2014 ausgestrahlt.
Die sechste Staffel mit drei Folgen wurde im Herbst 2016 in Hamburg und Umgebung gedreht, u. a. im Geesthachter Hotel „Zur Post“. Darsteller sind neben Bjarne Mädel  Sandra Hüller, Bastian Reiber und Roswitha Quadflieg.
Die siebte Staffel mit vier Folgen wurde im April und Mai 2018 gedreht. Diese Staffel wurde am 18. und 19. Dezember 2018 vom NDR ausgestrahlt und markiert nach Entscheidung der Autorin Mizzi Meyer alias Ingrid Lausund das Ende der Serie. Deutlich wird das durch den Titel dieser Folge (Einunddreißig) in Zusammenhang mit der Feststellung seiner Exfreundin Merle, die sagt: „Es gibt keine 32.“

## Rezeption
Die Erstausstrahlung der ersten Staffel, die vom NDR nicht angekündigt worden war und im Nachtprogramm während der Weihnachtstage des Jahres 2011 stattfand, erhielt keine besondere Zuschauerresonanz. Die am 25. Dezember gesendete zweite Folge fand beispielsweise nur 50.000 Zuschauer.
Durch eine virale Web-Kampagne allerdings „[…] bildete sich in der Netzgemeinde schnell ein Hype aus Beistand und Empörung […].“ Das Thema entwickelte sich vor allem in sozialen Netzwerken wie Facebook und Twitter zum Geheimtipp und zog schon bald ein großes Presseecho nach sich. teleschau – der mediendienst beobachtete in dieser Zeit „so etwas wie ein nervös-euphorisches Zucken durch die Medienlandschaft […] Ein, wenn auch überschaubarer, Medienhype wohlgemerkt, der ohne jede Befeuerung seitens des Senders aufflammte.“ So erreichte die Zweitausstrahlung der ersten Folge am 4. Januar 2012 bereits 670.000 Zuschauer.
Spiegel Online äußerte sich positiv: „Der Tatortreiniger mit Bjarne Mädel bietet Klasse-Unterhaltung – und genau jenen Geist und Witz, der im biederen Heiter-bis-tödlich-Kosmos der ARD so schmerzlich fehlt.“ Die Süddeutsche Zeitung meinte: „Wenn Bjarne Mädel als ‚Tatortreiniger‘ seelenruhig die Reste menschlichen Lebens beseitigt und dabei auf die kuriosesten Gestalten trifft, liegen Psychodrama und Komödie nah beieinander. Endlich mal eine richtig gute Serie!“ Das Hamburger Abendblatt urteilte: „Der Tatortreiniger ist ein von seinen Schauspielern getragenes Kammerspiel. […] Dem NDR, dem Studio Hamburg und Regisseur Arne Feldhusen, ebenfalls bei Stromberg aktiv, ist damit etwas Großartiges gelungen.“
Die beiden im Abendprogramm des NDR ausgestrahlten Folgen erreichten sehr gute Quoten, vor allem bei dem jungen Publikum zwischen 14 und 49 Jahren. In dieser Zielgruppe lag die Quote mit 1,6 Prozent weit über Senderdurchschnitt. Beim Gesamtpublikum lag der Marktanteil bei 2,7 Prozent.

## Besetzung
Hauptdarsteller aller 31 Folgen ist Bjarne Mädel als Heiko „Schotty“ Schotte. Die Nebendarsteller finden sich in der nachfolgenden Liste.

## Adaption

### Vereinigtes Königreich
Unter dem Namen The Cleaner wurde im August 2020 von BBC One eine Adaption der deutschsprachigen Serie in Auftrag gegeben. Die erste Staffel besteht aus sechs dreißigminütigen Folgen und wurde von Studio Hamburg UK produziert. Greg Davies übernahm in The Cleaner als Paul „Wicky“ Wickstead die Hauptrolle und beteiligte sich auch an der Ausarbeitung des Drehbuchs. Die Erstausstrahlung auf BBC One erfolgte am 10. September 2021. 2022 folgte eine Weihnachtsspezialfolge, 2023 eine zweite und 2024 eine drittel Staffel mit je sechs Folgen.

### Theater
Am 15. September 2023 hatte eine Theaterversion der Fernsehserie Premiere auf dem Theaterkahn Dresden. Die Hauptrolle wird von Benjamin Pauquet gespielt, Regie führt Thomas Stecher. Wie bei den Filmen stammt das Buch von Mizzi Meyer. Premiere einer zweiten Staffel mit drei weiteren Episoden war am 5. Dezember 2023 am selben Ort, Staffel 3 folgte am 30. März 2024.
2022 brachte die Komödie Düsseldorf einen Theaterabend mit drei Episoden auf die Bühne. Die Titelrolle spielte Jan Schuba, in verschiedenen Rollen war Petra Nadolny zu sehen. Diese Produktion ging im Herbst 2023 auf Deutschlandtournee und wird ab Herbst 2024 im Frankfurter Boulevardtheater Die Komödie zu sehen sein. Eine Nachfolgeproduktion zeigte die Komödie Düsseldorf Anfang 2023 auf der Bühne im Capitol Theater. Erneut war Jan Schuba als Heiko Schotte zu sehen, weitere Rollen verkörperte Jens Hajek. Diese Produktion wurde schließlich vom Grenzlandtheater Aachen und dem Theater im Rathaus in Essen übernommen.

## Verwertung

### Ausstrahlung im Ausland
Nachdem die Video-on-Demand-Rechte bereits im Herbst 2013 nach Frankreich an Canal+ verkauft wurden, verkaufte Studio Hamburg im Dezember 2013 die Rechte für die Ausstrahlung und DVD-Veröffentlichung der Fernsehserie in den USA an den US-amerikanischen Sender MHz Network. Der Sender strahlt Staffel 1 und 2 der Serie seit dem 5. Dezember 2014 als Crime Scene Cleaner im deutschen Originalton mit englischen Untertiteln aus. Die Folgen 1 bis 10 wurden am 27. Januar 2015 auf DVD veröffentlicht.

### DVD
Die DVD zur ersten Staffel der Fernsehserie wurde am 9. März 2012 veröffentlicht. Am 7. Juni 2013 wurden die DVD zur zweiten Staffel sowie eine Blu-ray-Komplettbox mit den beiden ersten Staffeln veröffentlicht. Am 10. Oktober 2014 erschien die dritte Staffel auf DVD, welche die noch nicht ausgestrahlten Episoden enthielt. Am 13. März 2015 wurde die vierte Staffel veröffentlicht, sowie eine limitierte Sammlerausgabe namens Böse Dose, die alle bisher ausgestrahlten Episoden auf drei Blu-ray Discs enthält. Die fünfte Staffel wurde am 11. März 2016 veröffentlicht. Am 13. Oktober 2017 erschien Staffel 6 auf DVD und Blu-ray. Obwohl alle drei enthaltenen Folgen eine FSK-6-Freigabe erhielten, wurde die Veröffentlichung von der FSK erst ab 16 Jahren freigegeben, da die Dokumentation Den Tod auf der Schippe – Die wahren Tatortreiniger als Bonusmaterial enthalten ist.
| Titel       | Veröffentlichung | Format         | Episoden | Laufzeit | FSK |
| ----------- | ---------------- | -------------- | -------- | -------- | --- |
| Staffel 1   | 9. März 2012     | DVD            | 1–4      | 130 Min. | 12  |
| Staffel 2   | 7. Juni 2013     | DVD            | 5–9      | 125 Min. | 12  |
| Staffel 1+2 | 7. Juni 2013     | Blu-ray (+DVD) | 1–9      | 225 Min. | 12  |
| Staffel 3   | 10. Oktober 2014 | DVD, Blu-ray   | 10–13    | 100 Min. | 12  |
| Staffel 4   | 13. März 2015    | DVD, Blu-ray   | 14–18    | 125 Min. | 12  |
| Böse Dose   | 13. März 2015    | Blu-ray        | 1–18     | 450 Min. | 12  |
| Staffel 5   | 11. März 2016    | DVD, Blu-ray   | 19–24    | 150 Min. | 12  |
| Staffel 6   | 13. Oktober 2017 | DVD, Blu-ray   | 25–27    | 135 Min. | 16  |
| Staffel 7   | 25. Januar 2019  | DVD, Blu-ray   | 28–31    | 100 Min. | 12  |

### Video-on-Demand
Die Serie ist auch auf verschiedenen Video-on-Demand-Plattformen wie Amazon Video, Maxdome, Netflix, Watchever, Google Play und iTunes verfügbar.

## Anmerkungen

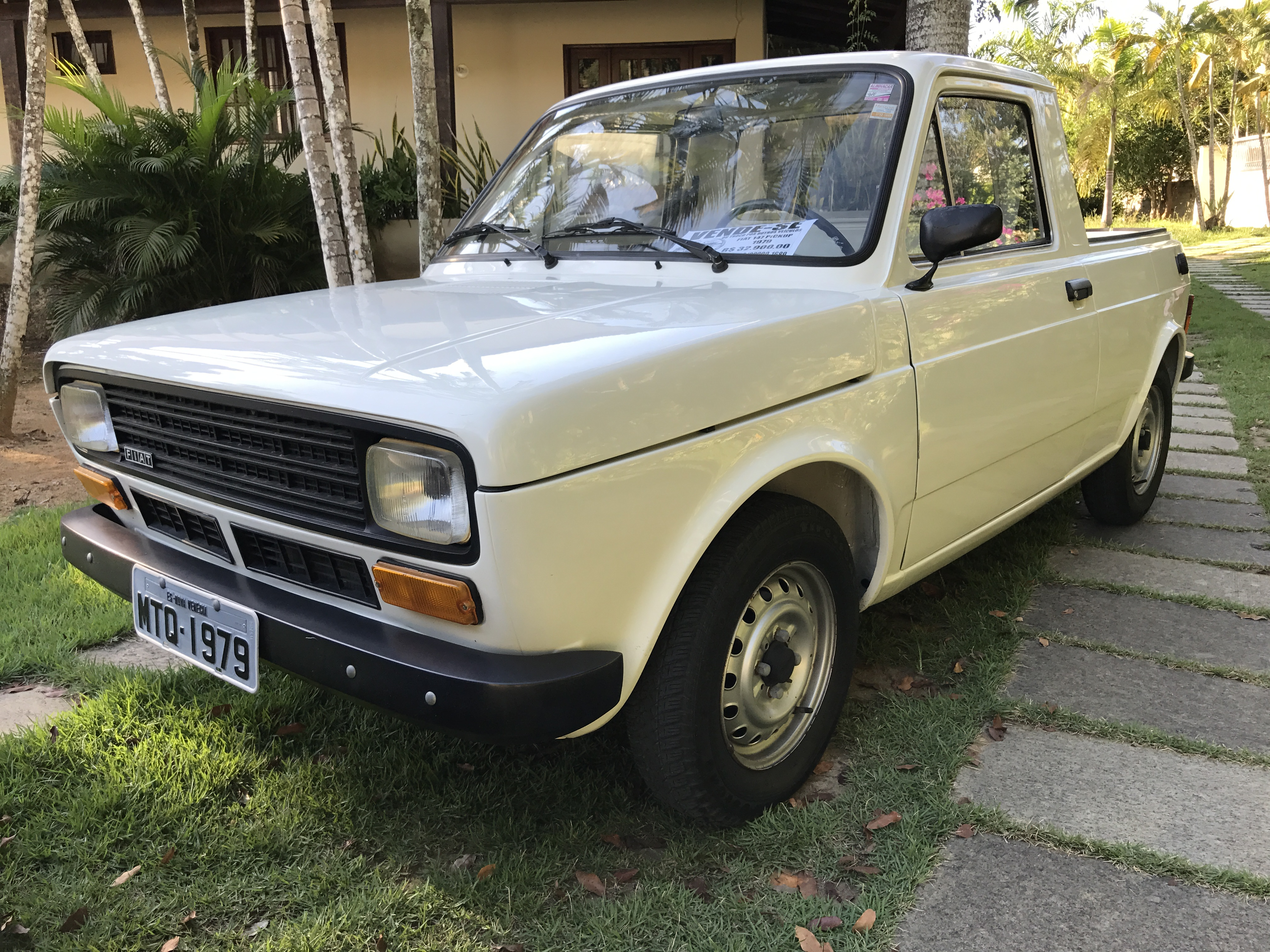
Baugleiches Fahrzeug Schottys

## Auszeichnungen

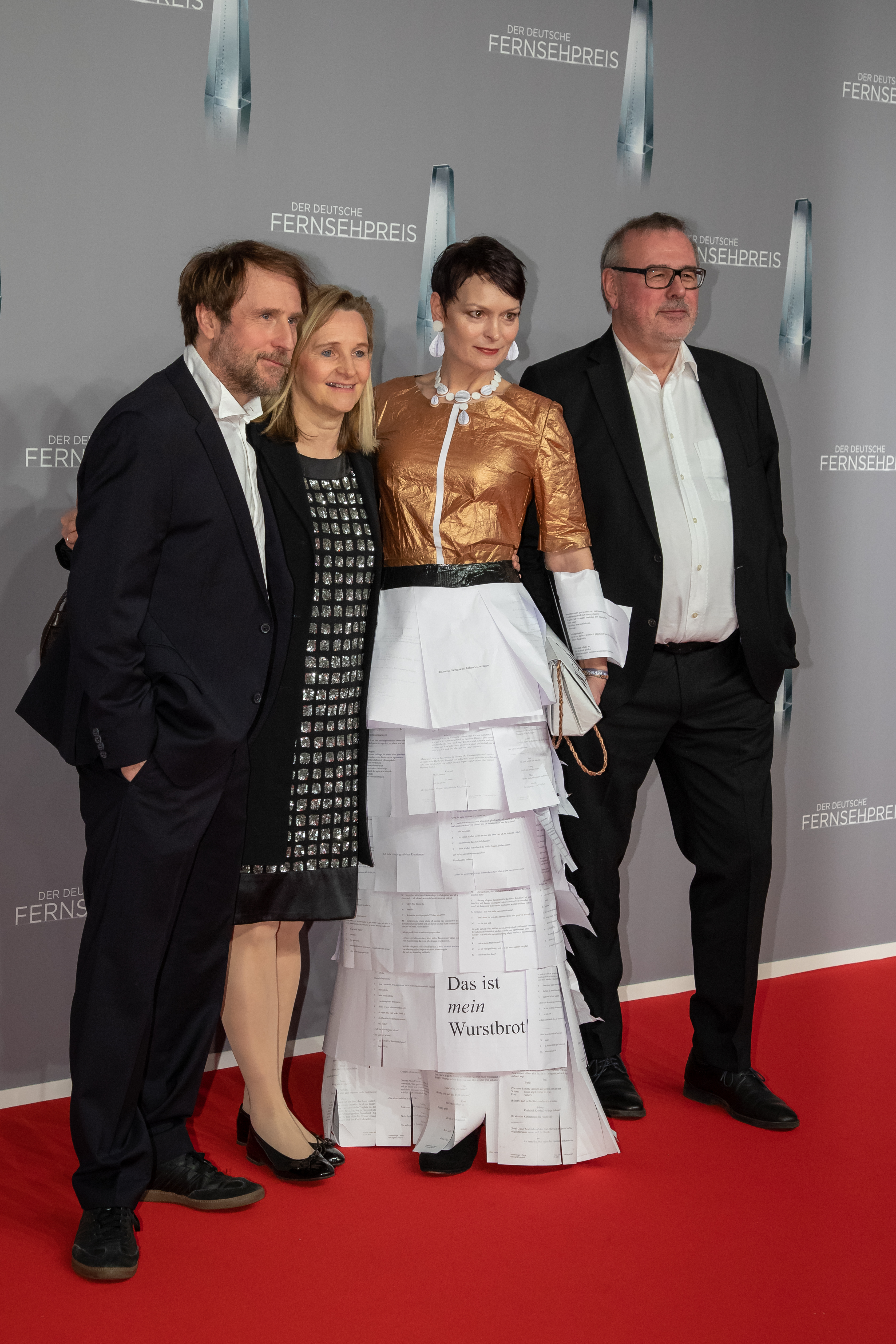
Das Team bei der Verleihung des Deutschen Fernsehpreises 2019

- Nominierung für Bjarne Mädel als Bester Schauspieler in einer Serie beim Bayerischen Fernsehpreis
- Grimme-Preis 2012 in der Kategorie Unterhaltung an Mizzi Meyer (Buch), Arne Feldhusen (Regie), Bjarne Mädel (Darsteller) und Benjamin Ikes (Schnitt)[35]
- Nominierung für den Deutschen Fernsehpreis 2012 als Beste Serie und für Bjarne Mädel als Bester Schauspieler[36]
- Deutscher Comedypreis 2012 in den Kategorien Bester Schauspieler an Bjarne Mädel und Beste Comedyserie[37]
- Grimme-Preis 2013 in der Kategorie Unterhaltung an Mizzi Meyer, Arne Feldhusen und Bjarne Mädel für die Folge Schottys Kampf[38]
- Civis – Europas Medienpreis für Integration 2013 in der Kategorie Fernsehen, Deutscher Civis Fernsehpreis – Bereich Unterhaltung für die Folge Schottys Kampf an Mizzi Meyer[39]
- Jupiter-Filmpreis 2013 als Beste deutsche TV-Serie
- Deutscher Regiepreis Metropolis 2014 in der Kategorie „Beste TV-Serie“ für die Folge Angehörige an Regisseur Arne Feldhusen[40]
- Deutscher Comedypreis 2016 in der Kategorie Beste Comedyserie[41]
- 2016: Preis der Deutschen Akademie für Fernsehen in der Kategorie Bester Schauspieler – Nebenrolle für die Folge Pfirsich Melba an Björn Meyer
- Deutscher Comedypreis 2017 in der Kategorie Beste Comedyserie
- 14. Quotenmeter.de-Fernsehpreis 2017 in der Kategorie Beste Serie oder Reihe
- Deutscher Menschenrechts-Filmpreis 2018 in der Kategorie Bildung (Arne Feldhusen und Mizzi Meyer) für Sind Sie sicher?[42]
- Deutscher Schauspielpreis 2019 – Auszeichnung in der Kategorie Schauspieler in einer komödiantischen Rolle (Bjarne Mädel)[43]